# تبرگا
تبرگا دهستانی در استان آستوریاس اسپانیا است.
در این دهستان ۲٬۱۷۲ نفر زندگی می‌کنند. مساحت این دهستان ۱۶۸٫۸۶ کیلومتر مربع است.

## نگارخانه

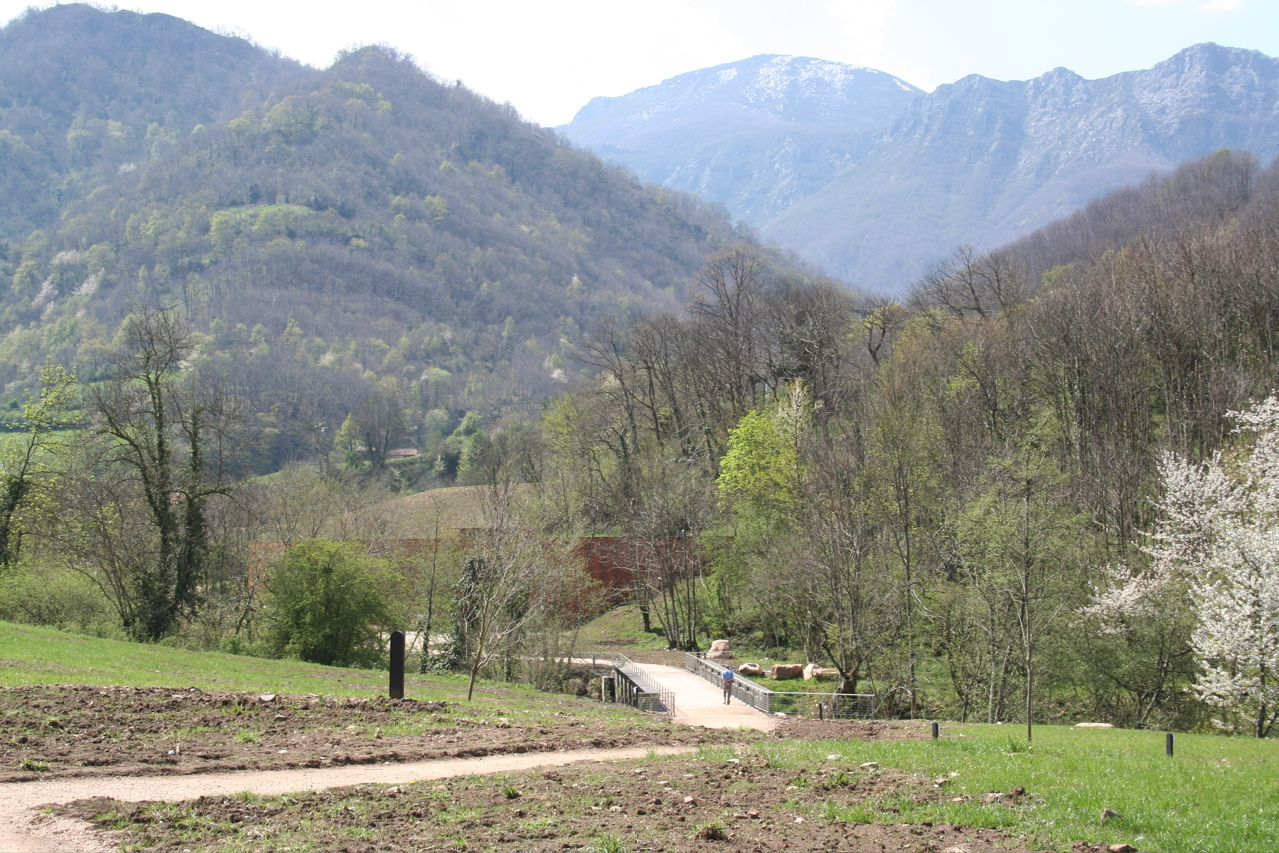
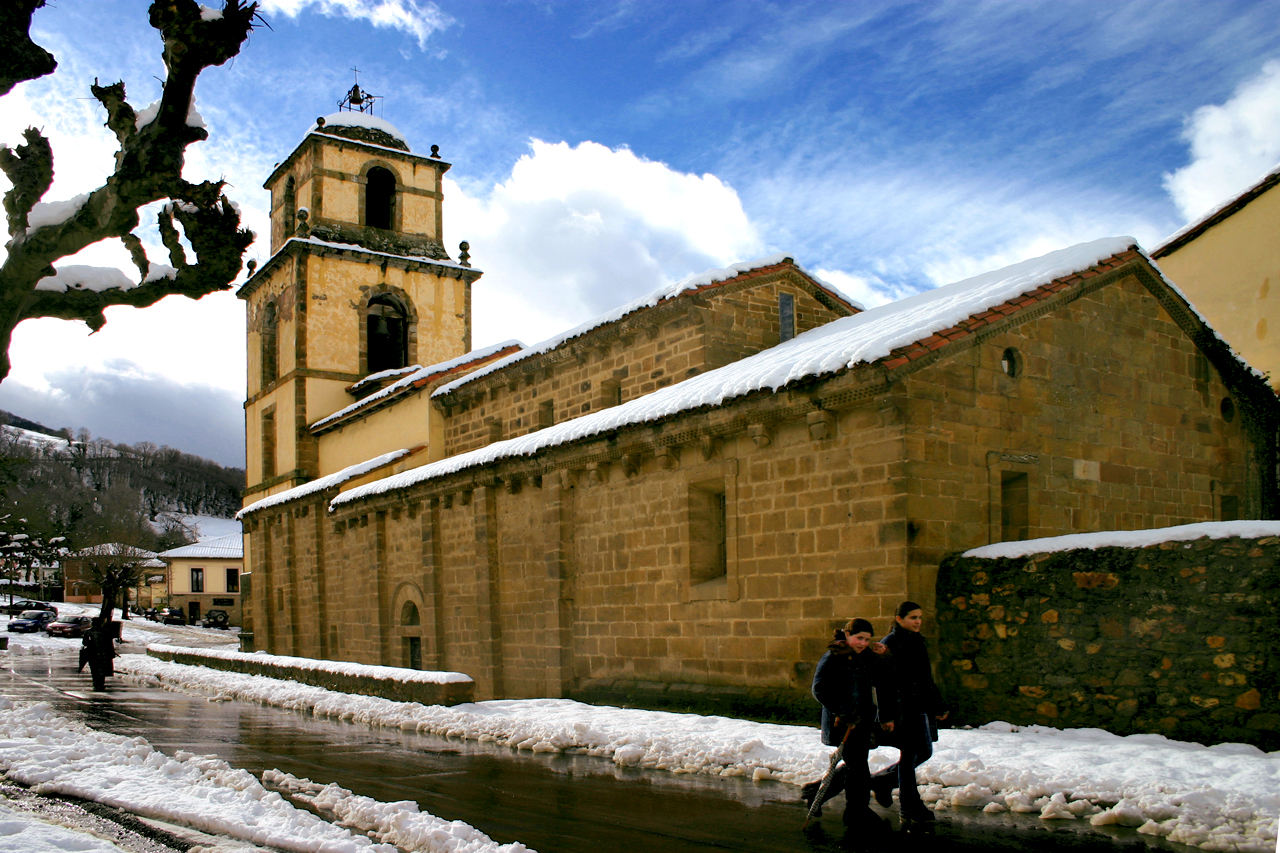
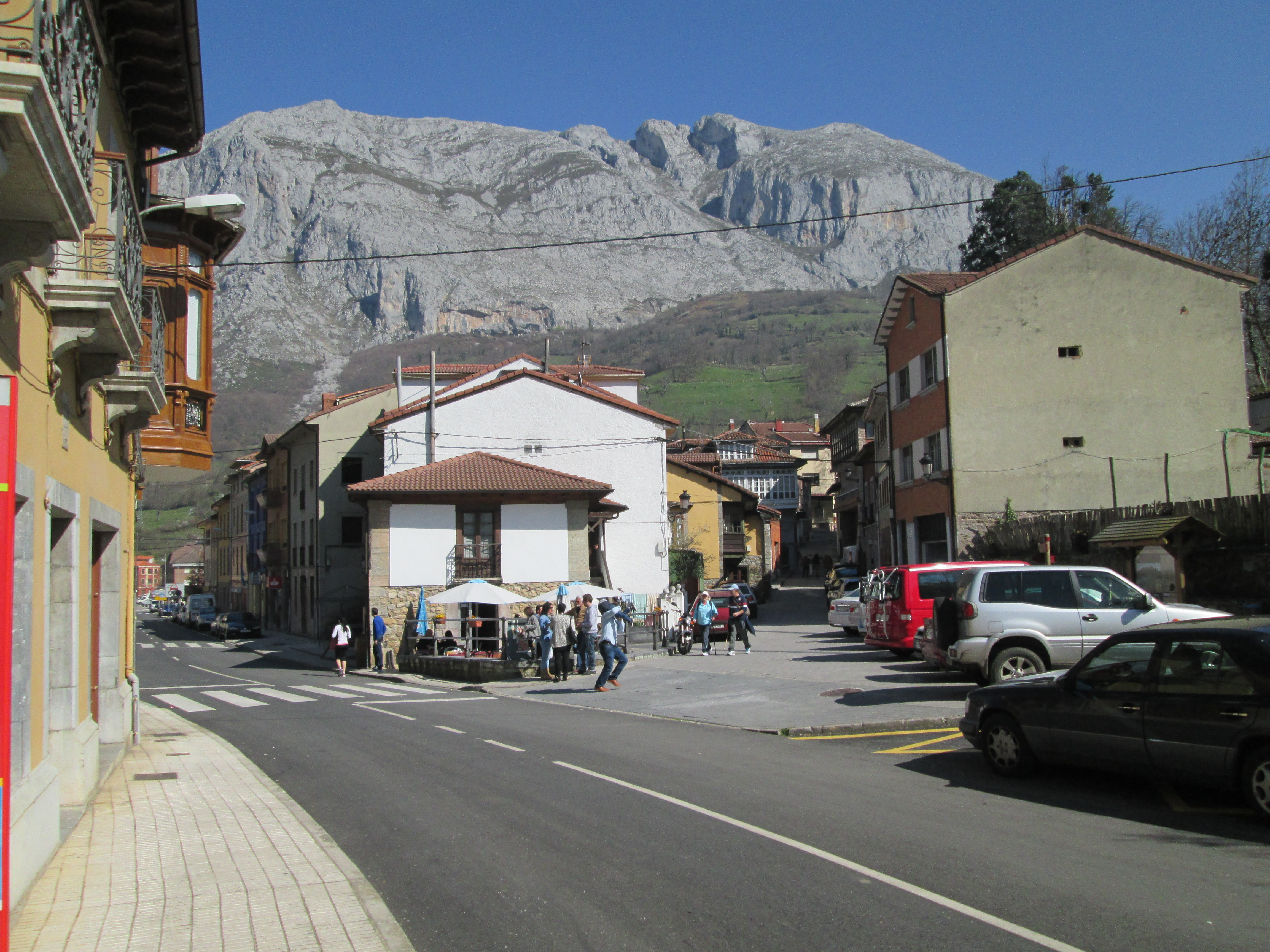